# ژامانتوز (استان آق‌مولا)
ژامانتوز (قزاقی: Жамантұз) یک دریاچه در استان آق‌مولای کشور قزاقستان است.